# Josef Heinzl
Josef Heinzl (15. září 1863 Bernov – ???) byl rakouský a český politik německé národnosti, na počátku 20. století poslanec Českého zemského sněmu.

## Biografie
V letech 1869–1876 vychodil obecnou školu, pak v období let 1883–1886 navštěvoval vojenskou školu, kde dosáhl poddůjstojnické hodnosti u pěšího pluku. Profesí byl rolníkem v Stelzengrünu. Později byl členem obecního zastupitelstva v Lokti a členem loketského okresního zastupitelstva. Roku 1892 založil okresní hospodářský spolek v Lokti a stal se jeho prvním předsedou.
Počátkem 20. století se zapojil i do zemské politiky. Ve volbách v roce 1901 byl zvolen v kurii venkovských obcí (volební obvod Falknov) do Českého zemského sněmu. Politicky patřil k všeněmcům.
V roce 1919 se uvádí jako okresní zásobovací komisař na Falknovsku. Místní sociální demokraté tehdy demonstrovali za jeho odvolání z funkce kvůli poválečné nouzi.